# Мате Божков
Мате Божков е български революционер, деец на Вътрешната македоно-одринска революционна организация.

## Биография
Мате Божков е роден през 1875 година в градчето Крушево, тогава в Османската империя, днес в Северна Македония. През 1895 година отваря собствен дюкян в града, заради което често пътува. Заради това се присъединява към ВМОРО и действа като куриер. Купува пушки и патрони, които тайно пренася в Крушево. Къщата му се превръща в главен щаб на Пито Гули при подготовката на Илинденското въстание. При потушаването на въстанието е арестуван, осъден е на заточение в Мала Азия, но благодарение на намесата на руския консул е освободен. Подпомага финансово семейството на загиналия Пито Гули. На 17 април 1953 година подава молба за илинденска пенсия.